# Diaporthe insignis
Diaporthe insignis är en svampart som beskrevs av Fuckel 1874. Diaporthe insignis ingår i släktet Diaporthe och familjen Diaporthaceae.   Inga underarter finns listade i Catalogue of Life.